# Albert Levičnik
Albert Levičnik, slovenski pravnik, * 2. januar 1846, Kolbnitz, Koroška, † 10. junij 1934, Ljubljana.
Albert Levičnik izhaja iz znane rodbine Levičnikovih iz Železnikov. V Ljubljani je v letih 1856−1863 obiskoval gimnazijo, ter nadaljeval s študijem prava na Dunaju. Po končanem študiju je v letih 1867−1877 služboval pri sodiščih v raznih krajih. Leta 1881 je nastopil službo na pravosodnem ministrstvu na Dunaju od koder se je ob spremenjenih političnih razmerah 1891 vrnil kot višji sodni svetnik k deželnemu sodišču v Ljubljani, kjer je leta 1897 postal podpredsednik in 1898 predsednik sodišča in bil leta 1910 na svojo prošnjo upokojen. Na Dunaju, kamor ga je pozval minister Pražák, je bil referent za slovenske pokrajine. V Ljubljani je vodil gradnjo novega sodnega poslopja (1899–1902). Bil je med ustanovitelji Društva za otroško varstvo in mladinsko skrbstvo v ljubljanskem sodnem okraju (1908) ter je od 1917 generalni varuh pri okrožnem sodišču za ljubljansko policijsko okrožje.